# Huidobria fruticosa
Huidobria fruticosa là một loài thực vật có hoa trong họ Loasaceae. Loài này được Phil. mô tả khoa học đầu tiên năm 1860.